# Face Records
La Face Records (1989 - 2000) è stata un'etichetta discografica indipendente italiana.

## Storia
Le prime produzioni sono state una coppia di 45 giri, usciti contemporaneamente nel 1989, dei Timepills (beat rock) e della Tony Face Big Roll Band con due brani di quello che allora si chiamava da poco Acid jazz e che venne poi ribattezzato Hammond Beat.
Nel 1990 vennero pubblicati un EP degli Effervescent Elephants e subito dopo l'esordio solista di Lilith Hello I love me. A fine anno un singolo degli Statuto con due cover in italiano degli Who.
La distribuzione avveniva attraverso l'italiana Toast Records e una serie di piccole distribuzioni internazionali da poche copie l'una che però facevano arrivare i vinili anche in Finlandia, Inghilterra e perfino Perù.
Veniva prodotto un catalogo fotocopiato che comprendeva anche materiale scambiato con altre etichette europee.
Nel 1991 l'etichetta iniziò ad avere un certo riscontro di pubblico e critica e la distribuzione venne affidata alla Helter Skelter. La prima compilation prodotta fu Who are them?, un tributo agli Who, corredata da una copertina psichedelica di Ursus D'Urso; conteneva 12 cover (di Not Moving, Tony Face Big Roll Band, Statuto, Pow, etc...) e vendette 1400 copie. Dello stesso anno la produzione del 45 giri Season of the witch della band statunitense Overcoat, dall'Arizona, con relativa organizzazione del tour italiano nello stesso anno.
L'anno si chiuse con la realizzazione di un singolo in tiratura limitata (e con tre copertine diverse) di Lilith, stampato in 2 000 copie e allegato alla rivista Urlo, con le cover di Tombstone Blues di Bob Dylan e di Venus in furs dei Velvet Underground.
L'8 marzo 1992 usciva l'album Lady sings love songs di Lilith, stampato in vinile e in CD, che risulterà a lungo il best seller dell'etichetta arrivando a 2 000 copie, uscendo in contemporanea in Benelux, distribuito da Rough Trade per l'etichetta belga Boom Records dalla cui collaborazione nascevano anche due compilation su CD: Belgian mania goes to Italy con 18 band italiane e belghe di ispirazione garage beat e la raccolta di nuove band italiane e estere Faces vol.1. Ultima produzione dell'anno il 45 giri Maximum punk n beat, commiato della mod band milanese Pow.
Nel 1993 la pubblicazione del singolo della neonata Big Chief Broom Man Band, la produzione dell'album A.Ra.Gos.Ta sia su CD che su cassetta del gruppo Madri della psicanalisi e la seconda edizione della compilation Faces Vol.2.
La terza edizione di Faces Vol.3 e la partecipazione al meeting internazionale delle indies al BID di Berlino sono le uniche attività del 1994.
Nel 1995 un ritorno al genere garage rock con il 45 giri Gurl dei francesi Slow Slushy Boys.
Esce nel 1996 la compilation Mods 15 anni di modernismo attivo, contenente rari brani della prima scena mod italiana di Four by Art, Statuto, Coys, Spider Top Mods, Pub, Underground Arrows, Lager, Pow e Kickstart.
Il 1997 è caratterizzato dalla produzione del CD dei romagnoli Pirati A testa in giù (popbeat in italiano). Dello stesso anno la produzione di Stracci, lo sfortunato CD di addio di Lilith.
La Face Records venne accorpata nel 1998 al marchio Audiar (casa di produzione e studio di registrazione in cui Antonio Bacciocchi lavorava dal 1983) con cui venne pubblicato l'album Canzonissime degli Statuto e venne firmato un contratto di distribuzione con Sony Music ed editoriale con EMI.
L'ingresso nella discografia ufficiale avviene con il primo volume della compilation Mondo Beat a cui partecipano Fleshtones, Chesterfield Kings, Statuto, Assist, Pirati, Link Quartet, Sciacalli, Vallanzaska, Hermits, Uninvited, Romain Numerals. Subito dopo escono Pop Club dei brit poppers torinesi Assist e il singolo Cosa cerchi bambolina? dei Pirati, con la partecipazione alla finale del concorso per gruppi emergenti all'interno della trasmissione Roxy Bar di Red Ronnie, in onda su Videomusic.
Discorso diverso per Cheope, l'album dei Vallanzaska che rimane il best seller assoluto dell'etichetta, di cui viene prodotto anche il videoclip del singolo Cheope con la regia di Davide Galli.
Non bastano vendite tiepide ed entusiasmo per reggere i ritmi della grande discografia, né sono più sufficienti le gratificazioni della critica e dello sparuto pubblico per continuare un'attività che non produce il sufficiente profitto. E così gli ultimi due scampoli di Face Records sono affidati all'EP Sola come sei della mod band milanese Pretty Face nel 1999 e al secondo volume di Mondo Beat (con Man from Spectre, Diaboliks, Solarflares, Link Quartet e Made tra gli altri) nel 2000 che sanciscono la definitiva chiusura dell'etichetta.